# エーアイシーテック
エーアイシーテック株式会社（英: AIC tech Inc.）は、栃木県真岡市に本社を置き、コンデンサ並びに蒸着フィルムの製造を行う日本の企業。

## 概要
日立化成（現・昭和電工マテリアルズ）は、子会社である日立エーアイシー（現・AAFC Energy Technology）とともに、長年にわたりコンデンサ並びに蒸着フィルムの製造の製造を行ってきた。しかし、産業機器用のコンデンサ事業はは日用品化や中国企業などの競争により、収益確保が難しくなっていた。
2020年1月28日、日立化成は、同社と日立エーアイシーが手掛ける事業の内、コンデンサ事業（小型フィルムコンデンサ事業を除く）および蒸着フィルム事業を、同年2月に設立したエーアイシーSPC株式会社へ会社分割で譲渡すること、及びエーアイシーSPCの全株式を中国南通市に本社があるコンデンサメーカーである南通江海电容器股份有限公司へ、同年4月1日付で譲渡することを発表した。
同年4月1日付で、日立化成と日立エーアイシーが手掛けていたコンデンサ事業（小型フィルムコンデンサ事業を除く）および蒸着フィルム事業はエーアイシーSPCへ会社分割により承継され、同時にエーアイシーSPC全株式を南通江海电容器股份有限公司へ譲渡。エーアイシーSPCはエーアイシーテック株式会社へ商号変更した。本社は日立エーアイシーと同じ栃木県真岡市に置かれる。これにより、日立化成グループは小型フィルムコンデンサ事業を除くコンデンサ事業並びに蒸着フィルム事業から撤退した。

## 沿革
- 2020年
  - 2月 - エーアイシーSPC株式会社として設立。出資比率は日立化成60%、日立エーアイシー40%。
  - 4月1日 - コンデンサ事業(小型フィルムコンデンサ事業を除く)および蒸着フィルム事業を日立化成と日立エーアイシーから会社分割により承継。株式譲渡により、南通江海电容器股份有限公司の完全子会社となり、エーアイシーSPCはエーアイシーテック株式会社へ商号変更した。

## 事業所
- 本社工場 - 栃木県真岡市久下田1065番地
- 東京オフィス - 東京都千代田区内幸町1-3-1 幸ビルディング2階
- 大阪オフィス - 大阪府大阪市淀川区西宮原1-8-24 新大阪第3ドイビル6階
- 名古屋オフィス-愛知県名古屋市中村区名駅3-26-8 ＫＤＸ名古屋駅前ビル13階
- 北上製造所 - 岩手県北上市和賀町仙人1-9-6

## 主要製品
- コンデンサ アルミ電解コンデンサ（ネジ端子形、リード形、基板自立形） フィルムコンデンサ（ケース形、アルミケース形）
- 蒸着フィルム 蒸着フィルム（包装用蒸着フィルム、建材用蒸着フィルム、農業用蒸着フィルム） 簡易水封式いちご苗炭酸ガス処理システム 防災用シート